# Perfectief aspect
Het perfectieve aspect is een aspect van werkwoorden dat in zeer veel talen aanwezig is. Door middel van dit aspect wordt tot uiting gebracht dat de genoemde handeling als zodanig geheel tot het verleden behoort, dat wil zeggen voltooid is, ofwel dat de handeling als een afgerond geheel wordt beschouwd. Vaak wordt hierbij ook naar slechts één enkel moment in het verleden verwezen, zoals bij de Griekse aoristus, de Franse passé simple en de Engelse simple past. Het perfectieve aspect wordt in onder andere het Russisch ook gebruikt om een doel of resultaat aan te geven; in dit geval hoeft de handeling geen expliciete temporele component te hebben, want ze kan ook in de toekomst liggen.
Het perfectieve aspect onderscheidt zich van het imperfectieve aspect in temporeel opzicht; in Slavische talen is dit onderscheid ook morfologisch: werkwoorden van beide aspecten hebben verschillende vormen en zijn daarmee identificeerbaar als imperfectief of perfectief. 
Het imperfectieve aspect beziet de handeling van binnenuit: het is de handeling op zich die actueel is, niet haar afbakening in de tijd. Bij het imperfectieve aspect in de verleden tijd wordt een handeling beschreven die of tot het verleden behoort, maar waarbij de nadruk meer ligt op het voortdurende karakter ervan en dus het nog-niet-voltooid-zijn. In het Frans is dit onderscheid overduidelijk aanwezig in het onderscheid tussen het imperfectieve imparfait en de perfectieve passé composé.
Er zijn echter een aantal gevallen waarin de grens tussen imperfectief en perfectief minder scherp kan zijn, bijvoorbeeld:
- wanneer het genoemde eerder een toestand dan een handeling is, zoals in Mijn overbuurman had (toen) een uitgebreide cd-collectie.

- wanneer een handeling wordt beschreven die meermaals in het verleden plaatsvond, zoals in Hij ging elke avond een blokje om. Verwijst deze zin naar slechts één moment in het verleden, of naar vele?

- soms is er sprake van een extra betekenisverschil dat voortvloeit uit het basisonderscheid perfectief/imperfectief. Zo betekent het Griekse ακούειν in de "gewone" onvoltooid verleden tijd bijvoorbeeld  "proberen te horen" ofwel "luisteren" (ἠκούομεν = "wij luisterden"), maar in de perfectieve aoristusvorm betekent het "horen" (ἠκούσαμεν = "wij hoorden").